# Pablo Pérez Garrido
Pablo Pérez Garrido (Cuenca (España), 27 de febrero de 1997) es un jugador de baloncesto español. Con 1.86 metros de estatura, juega en la posición de base.

## Trayectoria deportiva
Pablo Pérez llegó a Valencia en 2011 procedente del Estudiantes con su hermano Alberto. Lo hizo tras ser nombrado mejor base del Torneo de la Amistad (Europeo de la categoría) con la selección española. Tenía 14 años y su descaro empezaba a llamar la atención. Posteriormente, tras ganar el oro en el Europeo sub-16 de Ucrania esas expectivas aumentaron, y más cuando Perasovic le dio la alternativa en 2013 tras convencerle durante la pretemporada.
El base conquense debutó con el primer equipo el 19 de octubre de 2013, convirtiéndose en el jugador más joven en debutar con los taronja en la Liga ACB. Tenía 16 años, 7 meses y 23 días, superando a César Alonso, que lo hizo con 16 años, 9 meses y 3 días en la  temporada 1992/93.
En la temporada 2015-16 fue cedido a LEB Plata, donde realizó una campaña llena de altibajos en el Ciudad de Valladolid, donde promedió 8,2 puntos y 3,4 asistencias en LEB Plata.
Realizó la pretemporada 2016-17 con el primer equipo, pero durante las primeras jornadas no cuenta para el primer equipo y, en su último año de contrato, se le busca una nueva cesión. En noviembre de 2016, es cedido al Club Baloncesto Peñas Huesca.
Durante la temporada 2018-19 juega en las filas del CB Clavijo.